# مارک فیشر (نویسنده)
مارک فیشر (به فرانسوی: Marc Fisher) (نام اصلی مارک آندره پواسانت)، متولد ۱۳ مارس ۱۹۵۳   در کبک در کانادا، نویسنده کتاب‌های موفقیت است.
از فیشر در ایران کتاب‌های بسیاری از جمله «حکایت دولت و فرزانگی» با ترجمه گیتی خوشدل و «رازهای یک میلیونر» با ترجمه مهدی قراچه داغی به فارسی برگردان شده است.
نکته مهم این است که نباید او را با مارک فیشر، تئوریسین انگلیسی و مارک فیشر، معمار انگلیسی اشتباه گرفت.

## آثار مارک فیشر
از جمله کتاب‌های مارک فیشر می‌توان به آثار زیر اشاره کرد:
- حکایت دولت و فرزانگی
- فروشنده و میلیونر
- گلف باز و میلیونر
- معبد میلیونرها
- میلیونر آنی
- مثل یک ثروتمند فکر کن
- حکایت عشق و خوشبختی